# Sandra Wolfsberger
Sandra Wolfsberger (ur. 16 marca 1985 w Melku) – austriacka wioślarka.

## Osiągnięcia
- Mistrzostwa Świata U-23 – Hazewinkel 2006 – jedynka – 12. miejsce[1].
- Mistrzostwa Europy – Poznań 2007 – czwórka podwójna – 4. miejsce[1].
- Mistrzostwa Europy – Brześć 2009 – dwójka podwójna – 10. miejsce[1].